# Misterio en el Caribe
Misterio en el Caribe  es una novela de la escritora británica Agatha Christie, publicado en 1964.

## Argumento
Con todos los gastos pagados por su sobrino, Miss Marple va a pasar el invierno a una isla del Caribe donde los días pasan monótonos para todos. De forma repentina muere uno de los huéspedes, el mayor Palgrave. Las sospechas de Miss Marple parecen ser ciertas: el mayor ha sido asesinado, más concretamente, envenenado. Con toda probabilidad, sabía algo que no podía ser descubierto. Miss Marple decide investigar el crimen antes de que haya nuevas víctimas.
- Datos: Q729812